# خورشیدگرفتگی ۲۶ دسامبر ۲۰۳۸
خورشیدگرفتگی ۲۶ دسامبر ۲۰۳۸ (به انگلیسی: Solar eclipse of December 26, 2038) یک خورشیدگرفتگی از نوع خورشیدگرفتگی کامل است. این خورشیدگرفتگی در تاریخ ۲۶ دسامبر ۲۰۳۸ میلادی (‎۵ دی ۱۴۱۷ خورشیدی) روی خواهد داد که زمان اوج آن، ساعت ۱:۰۰:۱۰ به‌وقت ساعت هماهنگ جهانی است. مدت زمان و طول این خورشیدگرفتگی ۲ دقیقه و ۱۸ ثانیه خواهد بود.

## تصویر
تصویر متحرک